# 尼尔亚科
尼尔亚科，是匈牙利索博尔奇-索特马尔-贝拉格州所辖的一个村。总面积10.34平方公里，总人口917，人口密度88.7人/平方公里（2011年1月1日）。